# Сейкред-Гарт (Міннесота)
Сейкред-Гарт (англ. Sacred Heart) — місто (англ. city) в США, в окрузі Ренвілл штату Міннесота. Населення — 510 осіб (2020).

## Географія
Сейкред-Гарт розташований за координатами 44°46′54″ пн. ш. 95°21′3″ зх. д. / 44.78167° пн. ш. 95.35083° зх. д. (44.781691, -95.350772).  За даними Бюро перепису населення США в 2010 році місто мало площу 2,56 км², уся площа — суходіл.

## Демографія
Згідно з переписом 2010 року, у місті мешкало 548 осіб у 235 домогосподарствах у складі 139 родин. Густота населення становила 214 особи/км².  Було 282 помешкання (110/км²).
Расовий склад населення:
| - 98,5 % — білих - 0,9 % — корінних американців - 0,2 % — чорних або афроамериканців |

До двох чи більше рас належало 0,0 %. Частка іспаномовних становила 9,1 % від усіх жителів.
За віковим діапазоном населення розподілялося таким чином: 26,3 % — особи молодші 18 років, 55,8 % — особи у віці 18—64 років, 17,9 % — особи у віці 65 років та старші. Медіана віку мешканця становила 36,6 року. На 100 осіб жіночої статі у місті припадало 94,3 чоловіків;  на 100 жінок у віці від 18 років та старших — 96,1 чоловіків також старших 18 років.
Середній дохід на одне домашнє господарство  становив 43 450 доларів США (медіана — 35 694), а середній дохід на одну сім'ю — 54 774 долари (медіана — 43 214). Медіана доходів становила 34 583 долари для чоловіків та 27 159 доларів для жінок. За межею бідності перебувало 13,5 % осіб, у тому числі 18,3 % дітей у віці до 18 років та 1,7 % осіб у віці 65 років та старших.
Цивільне працевлаштоване населення становило 214 особи. Основні галузі зайнятості: виробництво — 34,6 %, освіта, охорона здоров'я та соціальна допомога — 22,9 %, роздрібна торгівля — 7,5 %, сільське господарство, лісництво, риболовля — 7,0 %.